# Batalla de Lutterberg (1758)
La batalla de Lutterberg (1758) tuvo lugar el 10 de octubre de 1758 durante la Guerra de los Siete Años entre una fuerza francesa de 42 000 hombres, comandada por Carlos, el Príncipe de Soubise y una fuerza anglo alemana mucho más pequeña comandada por el general Christoph Ludwig von Oberg.
Los dos ejércitos se enfrentaron cerca de la ciudad de Lutterberg, en la Baja Sajonia. Las tropas aliadas prusianas compuestas por 14 000, fueron abrumadas por varias cargas de la caballería francesa y se vieron obligadas a retirarse. A pesar de haber ganado una victoria decisiva, Soubise tardó en perseguir al enemigo en retirada, lo cual fue motivo para que sus superiores en París lo reemplazaran por el Marqués de Contados.
Soubise ascendió al grado de Mariscal por esta victoria. François de Chevert fue condecorado con el Gran Cruz por sus contribuciones en la batalla.